# Rue Petite-Bêche
La rue Petite-Bêche (en wallon : P'tite Bètche) est une rue ancienne du quartier d'Outremeuse à Liège en Belgique (région wallonne).

## Histoire et description
Réduite à un tiers de sa taille initiale vers 1860 (auparavant, la rue reliait la rue Roture à la rue Puits-en-Sock et était parallèle à la voie d'eau de la Rivelette), cette rue très ancienne d'Outremeuse a été amputée de toutes ses habitations sauf une (voir architecture) pour faire place au parking attenant à la piscine et au centre sportif d'Outremeuse, construits dans les années 1970.

## Odonymie
Avant l'assèchement de plusieurs bras secondaires de la Meuse au cours du XIXe siècle, l'actuelle île d'Outremeuse était composée de plusieurs îles ou îlots. L'île située la plus au sud était nommée Terre en Bêche et possédait sur la rive opposée du bras de Bêche une tour nommée tour en-Bêche. Bêche vient du wallon bètche qui signifie bec. Il existe aussi une rue Grande-Bêche.

## Architecture
L'immeuble de coin avec la rue Porte-Grumsel a été réalisé en 1910 d'après les plans de l'architecte E. Thibeau pour la société Le Logement ouvrier. Cet imposant immeuble de cinq niveaux (quatre étages) a été construit dans un style éclectique teinté d'Art nouveau. Sur la travée d'angle, quatre panneaux de céramique reprennent initialement les inscriptions suivantes deux par deux : Dieu, Patrie; Devoir, Travail; Concorde, Famille; Hygiène, Économie.

## Voies adjacentes
- Rue Roture
- Rue de l'Ourthe
- Rue Jean d'Outremeuse
- Rue Porte-Grumsel